# 두부껍질
두부껍질(豆腐--) 또는 두부피(豆腐皮)는 두부가 익어서 엉길 때 그 겉을 긁어낸 것이다.

## 요리

### 한국
한국에서는 말린 두부껍질을 불려 기름과 식초를 치고 마른 새우 살, 해삼, 버섯, 죽순 등을 불려서 함께 넣고 비벼 두부껍질비빔을 만든다.

### 일본
일본에서는 두부껍질이 유바(湯葉)라 불린다.

### 중화권
중화권에서는 건조식품 형태의 두부껍질이 푸피(중국어: 腐皮, 병음: fǔpí)나 더우푸피(중국어: 豆腐皮, 한어 병음: dòufu pí, 월병: fu6 pei4 푸페이[*])로 불린다. 막대기 형태인 것은 푸주(腐竹)라 부른다. 마라탕에 넣어 먹기도 한다.

## 사진

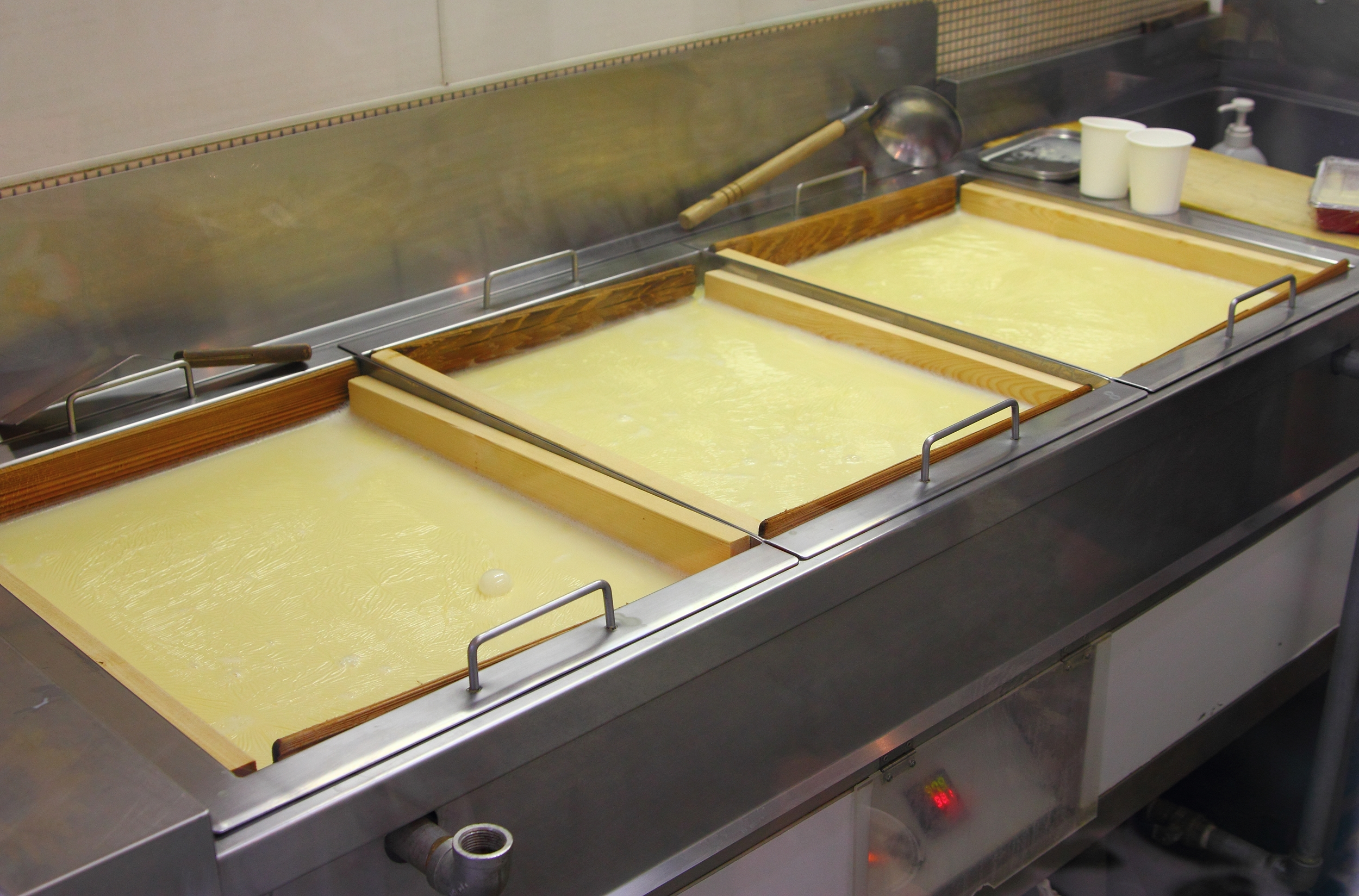
두부껍질 만들기
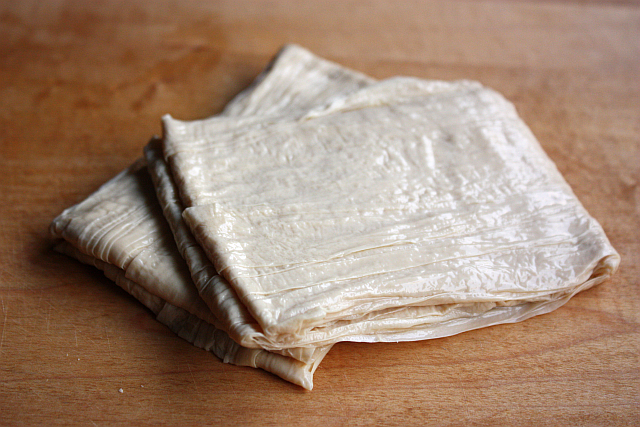
마른 두부껍질
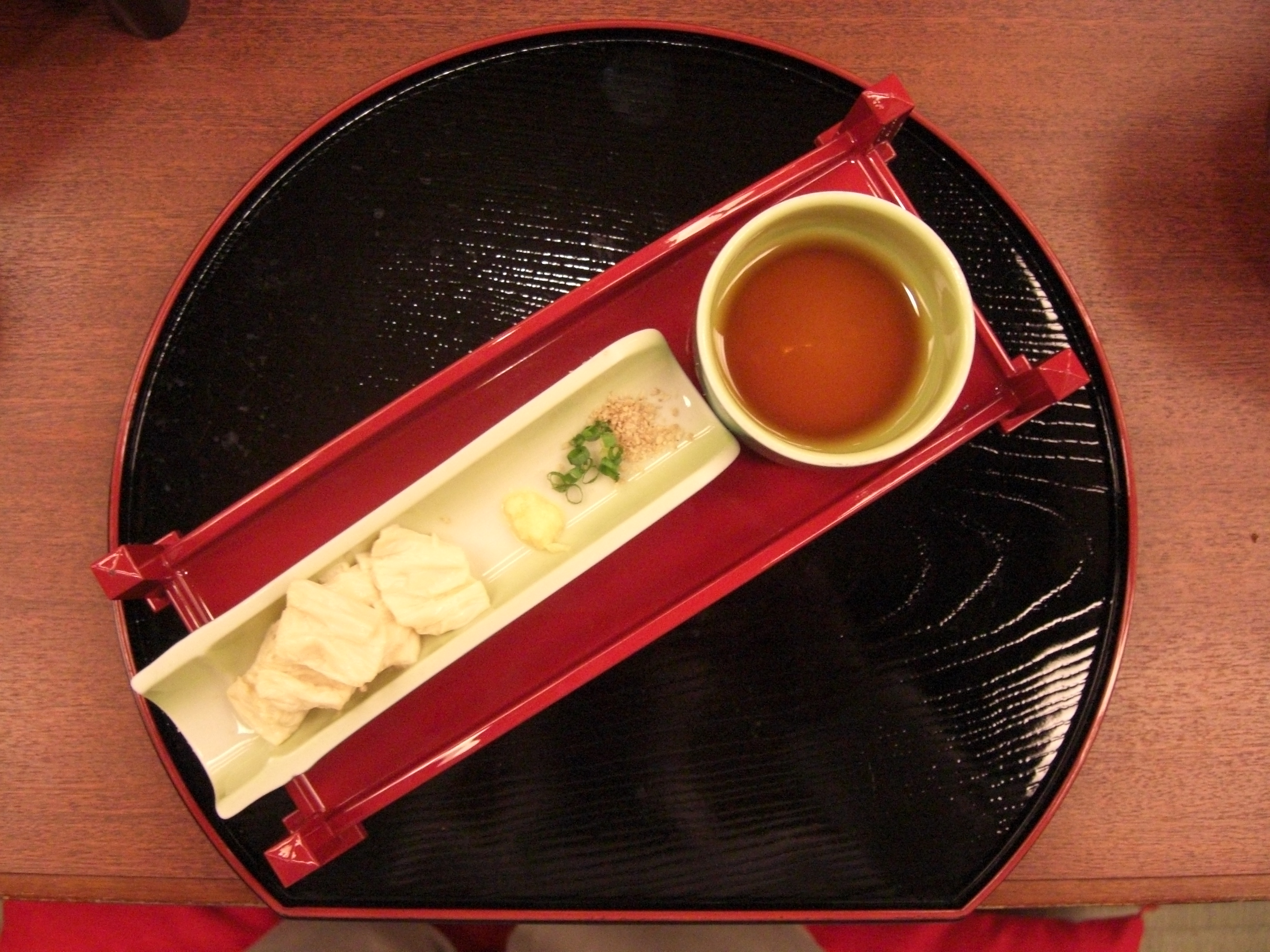
유바사시미
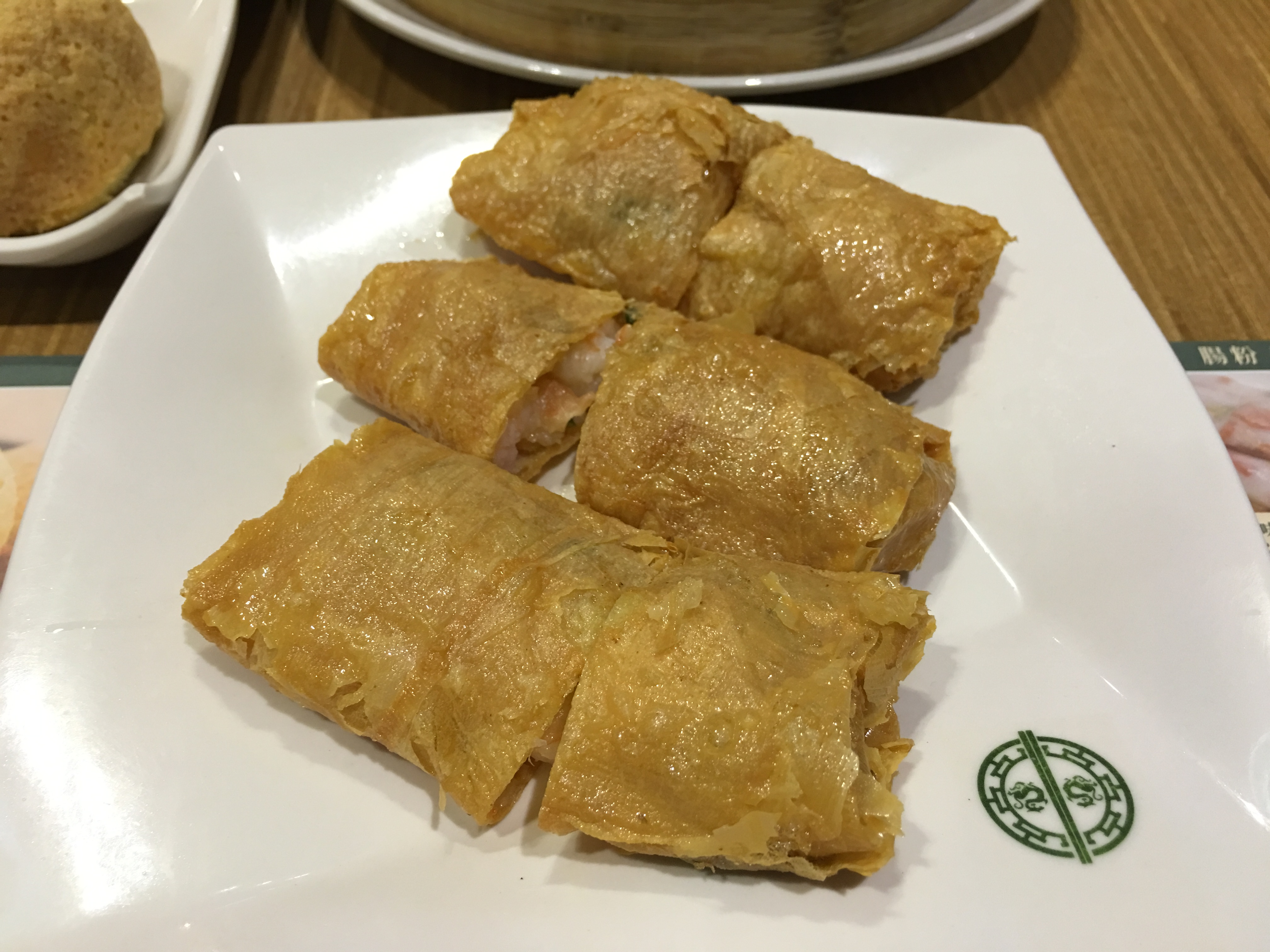
푸페이귄

## 같이 보기
- 포두부
- 유부